# Weiden Challenger 2000
Il Weiden Challenger 2000 è stato un torneo di tennis facente parte della categoria ATP Challenger Series nell'ambito dell'ATP Challenger Series 2000. Il torneo si è giocato a Weiden in Germania dal 12 al 18 giugno 2000 su campi in terra rossa.

## Vincitori

### Singolare
Daniel Elsner ha battuto in finale  Filip Dewulf con il punteggio di 6–1, 7–6(5)

### Doppio
Mark Nielsen /  Andrej Stoljarov hanno battuto in finale  Andy Fahlke /  Daniel Elsner con il punteggio di 7–5, 6–3